# Claire Laffut
Pour les articles homonymes, voir Laffut.
Claire Laffut, née le 21 juin 1994 à Namur en Belgique, est une auteure-compositrice-interprète et plasticienne, belge.

## Biographie
Mannequin chez Dominique Models en 2012, Claire Laffut se fait ensuite connaitre grâce à sa création de tatouages éphémères, collaborant avec des créateurs de modes de premier plan comme Alexander Wang ou la marque Chloé, ce qui lui vaut notamment de faire la couverture de Elle Belgique en décembre 2013.
Elle accède par la suite à une notoriété plus large via son activité de chanteuse, sortant notamment deux singles, Vérité et Mojo, en 2018, regroupés la même année avec deux autres titres dans un EP distribué par Universal. Dessinatrice, elle dirige aussi l'aspect artistique de ses clips et albums.
Le 3 septembre 2021, Claire Laffut sort son premier album intitulé « Bleu ». Il comprend 13 titres dont les chansons « Verité », « Mojo », « Étrange Mélange », « Hiroshima » et « Nudes » en collaboration avec Yseult.

## Discographie
Credits adaptés de Spotify,,,,,,,.

### Singles
| Titre                                                              | Année | Meilleure position | Meilleure position | Meilleure position | Meilleure position | Album           |
| Titre                                                              | Année | WAL                | FLA                | FRA                | SUI                | Album           |
| ------------------------------------------------------------------ | ----- | ------------------ | ------------------ | ------------------ | ------------------ | --------------- |
| Vérité                                                             | 2018  | Tip: 17            | —                  | —                  | —                  | Mojo (EP), Bleu |
| Mojo                                                               | 2018  | Tip: 18            | —                  | —                  | —                  | Mojo (EP), Bleu |
| Nudes (avec Yseult)                                                | 2019  | 17                 | —                  | —                  | —                  | Bleu            |
| Étrange Mélange                                                    | 2020  | Tip: 20            | —                  | —                  | —                  | Bleu            |
| Hiroshima                                                          | 2021  | —                  | —                  | —                  | —                  | Bleu            |
| « — » indique que le titre n'est pas sorti ou classé dans le pays. |       |                    |                    |                    |                    |                 |

### Collaborations et fonctionnalités
| Titre                          | Année | Artiste               | Album                   |
| ------------------------------ | ----- | --------------------- | ----------------------- |
| Vision                         | 2018  | Fakear                | All Glows               |
| Part XII                       | 2018  | Prequell              | The Future Comes Before |
| Coldest Winter - Le Grand Noël | 2018  | avec Deezer Originals |                         |
| Nudes                          | 2019  | avec Yseult           | Bleu                    |
| 37°2 Le Matin                  | 2020  | Malory                | Métropole Blues         |
| Simple                         | 2020  | Moussa                | Premier                 |

## Nominations
- 2019 : D6bels Music Awards — Artiste solo féminin (remporté par Angèle)
- 2019 : D6bels Music Awards — Chanson française (remporté par Angèle)
- 2019 : D6bels Music Awards — Révélation (remporté par Sonnfjord)
- 2020 : D6bels Music Awards — Artiste solo féminin (remporté par Angèle)
- 2020 : D6bels Music Awards — Chanson française (remporté par Angèle)